# Ленинградский Шлюз
Ленинградский Шлюз — хутор в Большедворском сельском поселении Бокситогорского района Ленинградской области.

## История
По данным 1973 и 1990 годов хутор Ленинградский Шлюз входил в состав Большедворского сельсовета Бокситогорского района.
В 1997 году на хуторе Ленинградский Шлюз Большедворской волости проживал 1 человек, в 2002 году — 4 человека (все русские). 
В 2007 и 2010 годах на хуторе Ленинградский Шлюз Большедворского СП проживали 3 человека.

## География
Хутор расположен в северо-западной части района к северу от автодороги 41К-035 (Большой Двор — Самойлово).
Расстояние до административного центра поселения — 11 км.
Хутор находится на правом берегу реки Тихвинка напротив деревни Великий Двор.

## Демография
| 1997 | 2002 | 2007 | 2010 | 2017 |
| ---- | ---- | ---- | ---- | ---- |
| 1    | ↗4   | ↘3   | →3   | ↗4   |